# Francesco Boncompagni Ludovisi
Pour les articles homonymes, voir Francesco Boncompagni, Boncompagni et Ludovisi.
Francesco Boncompagni Ludovisi, prince de Piombino, né le 20 octobre 1886 à Foligno et mort le 7 juin 1955 à Rome,  est un homme politique italien devenu gouverneur de Rome de septembre 1928 à janvier 1935.

## Biographie
Il est député de 1919 à 1924, d'abord sous l'étiquette du PPI puis celle du Parti national fasciste. Il est président de la banque de Rome de 1923 à 1927. Il est nommé par Mussolini gouverneur de Rome en 1928. Il est élu sénateur en 1929. Il est membre de la commission de l'Agriculture et de la Justice. Il est ministre d'état en 1935. Il est déchu de ses droits civiques en 1944 mais rétabli en 1947. Il se retire de la vie politique et publique jusqu'à sa mort en 1955.